# Sphaerogastrella flabellata
Sphaerogastrella flabellata är en tvåvingeart som beskrevs av Toyohi Okada och Carson 1983. Sphaerogastrella flabellata ingår i släktet Sphaerogastrella och familjen daggflugor. Inga underarter finns listade i Catalogue of Life.